# 4th Ai no nanchara shisū
4th Ai no nanchara shisū (jap. 4ｔｈ　愛のなんちゃら指数) – trzeci album studyjny zespołu Berryz Kōbō, wydany 1 sierpnia 2007 roku. Premiera wydawnictwa w Korei Południoej odbyła się 26 maja 2008 roku. Album osiągnął 14 pozycję w rankingu Oricon, sprzedał się w nakładzie 14 297 egzemplarzy.

## Lista utworów
| Nr  | Tytuł                                                                                              | Czas |
| --- | -------------------------------------------------------------------------------------------------- | ---- |
| 1.  | "Ai no suki suki shisū jōshōchū" (jap. 愛のスキスキ指数 上昇中)                                    |      |
| 2.  | "Munasawagi Scarlet" (jap. 胸さわぎスカーレット Munasawagi Sukāretto)                              |      |
| 3.  | "Omoitattara kichi desse!" (jap. 思い立ったら 吉でっせ!)                                           |      |
| 4.  | "VERY BEAUTY"                                                                                      |      |
| 5.  | "Waracchaō yo BOYFRIEND" (jap. 笑っちゃおうよ BOYFRIEND)                                           |      |
| 6.  | "Watashi ga suru koto nai hodo zenbu shite kureru kare" (jap. 私がすることない程 全部してくれる彼) |      |
| 7.  | "Sayonara hageshiki koi" (jap. サヨナラ 激しき恋)                                                  |      |
| 8.  | "Kokuhaku no funsui hiroba" (jap. 告白の噴水広場)                                                  |      |
| 9.  | "Sprinter!" (jap. スプリンター! Supurintā!)                                                        |      |
| 10. | "Sakura wa raku sa" (jap. サクラハラクサ)                                                          |      |
| 11. | "Sakura→Nyūgakushiki" (jap. 桜→入学式)                                                             |      |